# Lovčičky
Lovčičky là một làng thuộc huyện Vyškov, vùng Jihomoravský, Cộng hòa Séc.